# بینوایان
بینوایان (به فرانسوی: Les Misérables) یک رمان تاریخی فرانسوی نوشتهٔ ویکتور هوگو است که اولین بار در سال ۱۸۶۲ منتشر شد و به‌عنوان یکی از بزرگ‌ترین رمانهای قرن ۱۹م شناخته می‌شود. رمان از آغاز شورش ژوئن در پاریسِ سال ۱۸۱۵ تا به‌ثمر رسیدن آن در سال ۱۸۳۲، زندگی شخصیت‌های مختلف، به‌ویژه زندانی آزادشده‌ای به نام ژان والژان را روایت می‌کند.
این رمان با بررسی ماهیت قانون و بخشش، تاریخ فرانسه، معماری و طراحی شهریِ پاریس، سیاست‌ها، فلسفه اخلاق، ضد اخلاقیات، قضاوت‌ها، مذهب، نوع و ماهیت عشق را شرح می‌دهد. بینوایان از طریق فیلم، برنامه‌های تلویزیونی و تئاتر به اقبال عمومی فراوان دست یافت. فیلم‌هایی مثل بینوایان (موزیکال)، بینوایان (فیلم ۱۹۹۸)، بینوایان (فیلم ۲۰۱۲) و بینوایان (مینی‌سریال ۲۰۱۸) از جملهٔ آثار هنری اقتباسی از این رمان هستند.

## فرم رمان
آپتن سینکلر رمان را به عنوان «یکی از شش رمان برتر جهان» معرفی می‌کند. دربارهٔ بینوایان در مقدمه می‌گوید:
مدت زمان زیادی است که وجود دارد، به خاطر قانون و عرف، یک محکومیت اجتماعی که در مواجهه با تمدن یک جهنم مصنوعی بر روی زمین می‌سازد و پیچیدگی‌های یک سرنوشت که با مرگ و میر انسان‌ها گره خورده‌است؛ مدت زیادی به خاطر سه مشکل عصر - تخریب مردان بر اثر فقر، تباهی زنان بر اثر گرسنگی و کوتاهی دوران کودکی بر اثر ضعف جسمانی و روحی- که حل نشده‌است. مدت زیاد به خاطر این که در مذهب‌ها خفگی‌های اجتماعی باید از بین برود. به عبارت دیگر، تا هنگامی که فقر و جهل از زمین رخت برنبندد کتاب‌هایی از این دست جاودانه خواهند ماند.
ویکتور هوگو در آغاز رمانش، این متن کوتاه را در صدر بینوایان قرار داده‌است:
تا آن هنگام که رسوم و قوانین موجب یک عذاب اجتماعی باشند، که تصنعأ دوزخ‌هایی در قلب تمدن پدیدآورد و مقدرات الهی را با نحوست بشری مکدّر سازد و تا آن هنگام که سه مشکل بزرگ قرن؛ ذلّت مرد در اثر تنگدستی، سقوط زن در اثر گرسنگی و پریشان حالی کودک در اثر نادانی لاینحل بماند و تا آن هنگام که در برخی از نقاط جهان اختناق اجتماعی ممکن باشد و به عبارت دیگر و از دیدگاهی وسیع‌تر تا آن هنگام که فقر و جهل در روی زمین موجود باشد، کتابهایی از این دست سودمند خواهد بود.
ویکتور هوگو در انتهای رمانش ساختار فراگیر کارش را توضیح می‌دهد:
این کتاب که خواننده پیش از این لحظه در کلیات و جزئیات از این سو به آن سو می‌رود… یک فرایند از شر به خیر، از بی عدالتی به عدالت، از بطلان به حقیقت، از شب به روز، از اشتها به وجدان، از فساد اداری به زندگی؛ از حیوانیت به وظیفه، از جهنم به بهشت، از هیچ به خدا. نقطه شروع: جسم، مقصد: روح. یک هیدر در آغاز، و یک فرشته در پایان.
رمان از زیر پی‌رَنگ‌های متفاوت تشکیل شده‌است، اما داستانِ اصلیِ قصه یک زندانیِ سابق و دَر بَندِ وسوسه‌های عمیق و پیچیده‌ای است به نامِ ژان والژان، کسی که در مسیرِ پر فراز و نَشیب و رنج بارش می رَود تا نیرویِ نیکی را در عرصهٔ نَبَردش بر صَدرِ زشتی و تَبَه بنشاند در حالی که چشم‌انداز گُذار از گذشتهٔ خود را ساده و سَهل نمی‌پندارد… رمان از پنج بخش تشکیل می‌شود و هر بخش به چندین کتاب تقسیم شده و هر کتاب به فصل‌های متفاوت. در مجموع بینوایان از ۴۸ کتاب و ۳۶۵ بخش تشکیل شده‌است. هر فصل نسبتاً کوتاه، و عموماً از صفحات کمی تشکیل می‌شود.
این رمان به‌عنوانِ یکی از بُلندترین رمان‌های نوشته شده در تاریخ شناخته می‌شود. با تقریباً ۱۵۰۰ صفحه در ویرایش انگلیسی، و ۱۹۰۰ صفحه در ویرایش فرانسه و ۱۶۵۰ صفحه در ویرایش فارسی. هوگو جاه‌طلبیِ خود را برای ناشر ایتالیایی کتاب این‌گونه توضیح می‌دهد:
در حالی که تفاوتی ندارد این کتاب توسطِ همه گان خوانده شود، چرا که برای همه معنایی خواهد داشت. در انگلستان به خوبیِ اسپانیا معنی می‌دهد، در ایتالیا به خوبیِ فرانسه، در آلمان به خوبیِ ایرلند، در بندرگاه‌های تجارتِ جان گُدازِ بَرده به همان خوبیِ امپراتوری‌های شَرم سارِ دارای بَرده. مشکلاتِ اجتماعی فراتر از مرزهاست. زخم‌های بشریت، زخم‌هایی که در بستر جهان اتفاق می‌افتد، در خط‌های قرمز و آبیِ کشیده شده بر روی نقشه متوقف نمی‌شود. هر کجا که مردان در جهل و نومیدی هستند، هر کجا که زنان برای تکه‌ای نان خودشان را می‌فروشند، هر کجا که کودکان کتابی برای آموزش یا خانه‌ای گرم ندارند، بینوایان درِ خانه ات را می‌زند و می‌گوید: «باز کن من برای تو آمده‌ام.»

### انحراف از موضوع
بیشتر از یک چهارم رمان به تقریر نکات اخلاقی یا نمایش اطلاعات جامع هوگو اختصاص دارد، اما هیچ‌یک از پیرنگ‌ها یا زیرپیرنگ‌ها را جلو نمی‌برد. کاری که هوگو در رمان‌های دیگر خود مانند گوژپشت نتردام و رنجبران دریا انجام داده‌است. یک زندگی‌نامه‌نویس ذکر می‌کند که «از انحرافات از نبوغ می‌توان به‌راحتی گذشت». موضوعاتی که هوگو دربارهٔ آن‌ها صحبت می‌کند مناسک مذهبی صومعه، ساختمان فاضلاب شهری پاریس، زبان مخفی (آرگو)، و خیابان‌های پاریس است. در یکی از فصول دربارهٔ صومعه هوگو از تیتر «پرانتز» استفاده می‌کند تا به خواننده هشدار دهد که این فصل ربطی به خط اصلی داستان ندارد. او همچنین ۱۹ فصل را به واترلو، جایی که در ۱۸۶۱ مشاهده کرده و رمان را در آنجا به اتمام رسانده، اختصاص داده‌است. در ابتدای بخش دوم با برخی موضوعات متفاوت مواجه می‌شویم به‌طوری که گویی شروع یک کار متفاوت است. یک منتقد این نوع کار را «درواز روحانی» رمان می‌نامد، به این عنوان که رویارویی تناردیه و کلنل پون مرسی «شانس ترکیب و ضرورت» را نشان می‌دهد، که مواجههٔ خیر و شر داستان است.

### بخش اول: فانتین

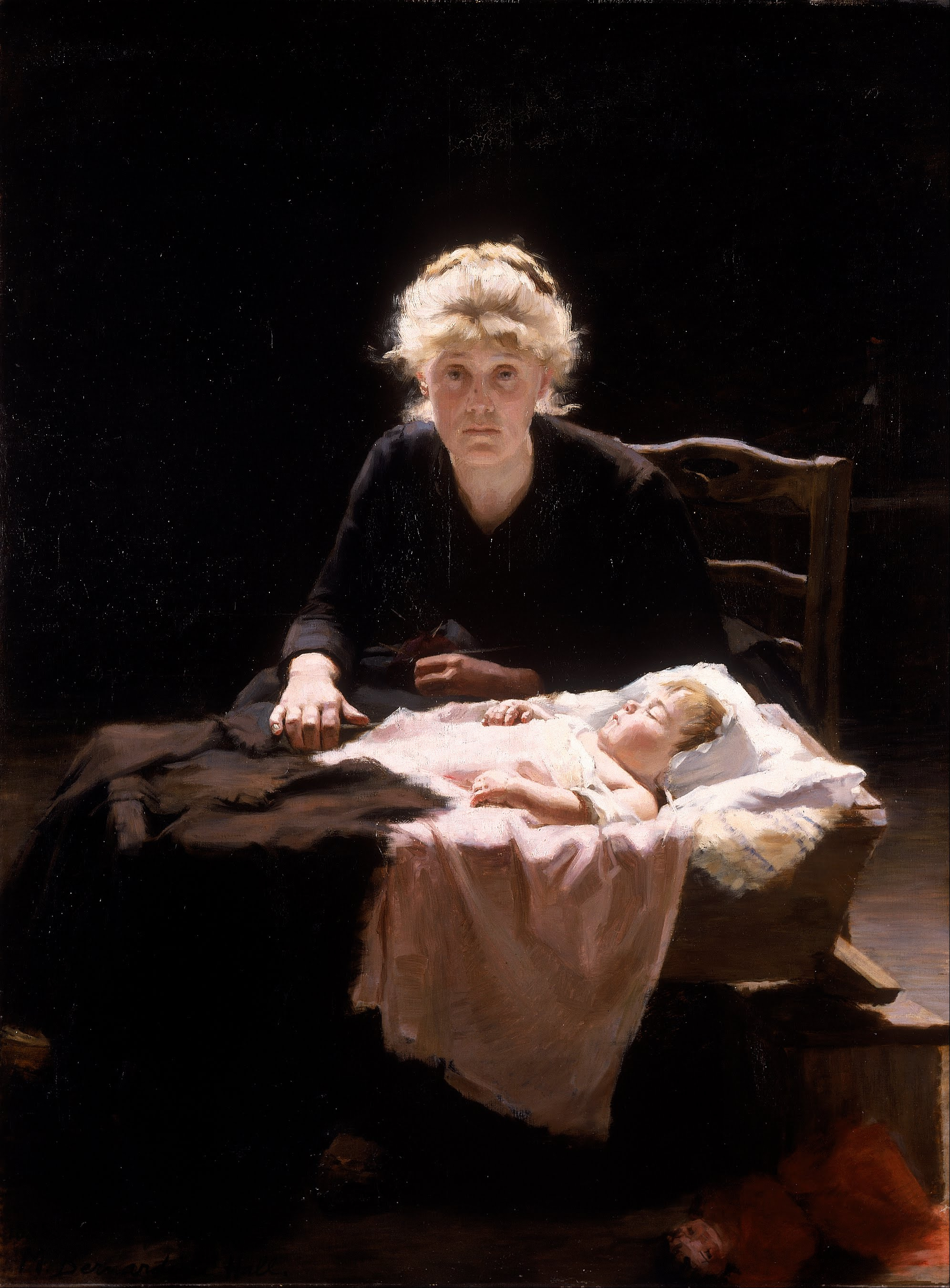
فانتین تصویر شده توسط مارگارت هال

### بخش دوم: کوزت

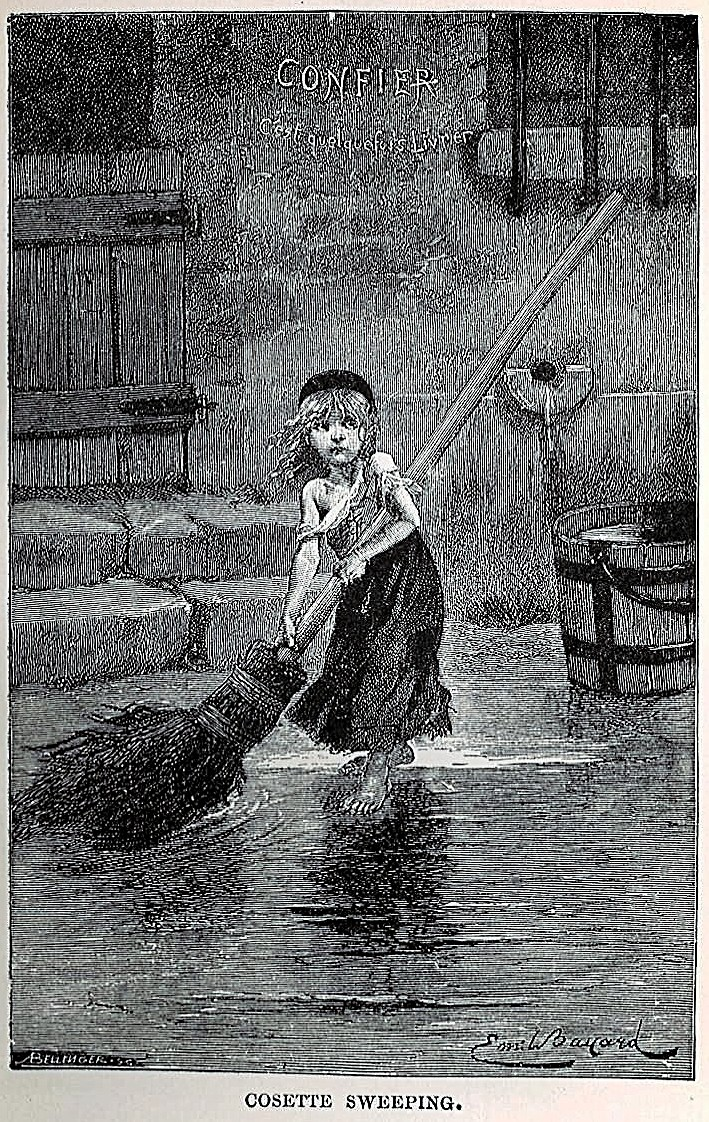
کوزت تصویر شده توسط امیل بایارد

### بخش چهارم: ترانهٔ کوچهٔ پلومه و حماسهٔ کوچهٔ سن دنی

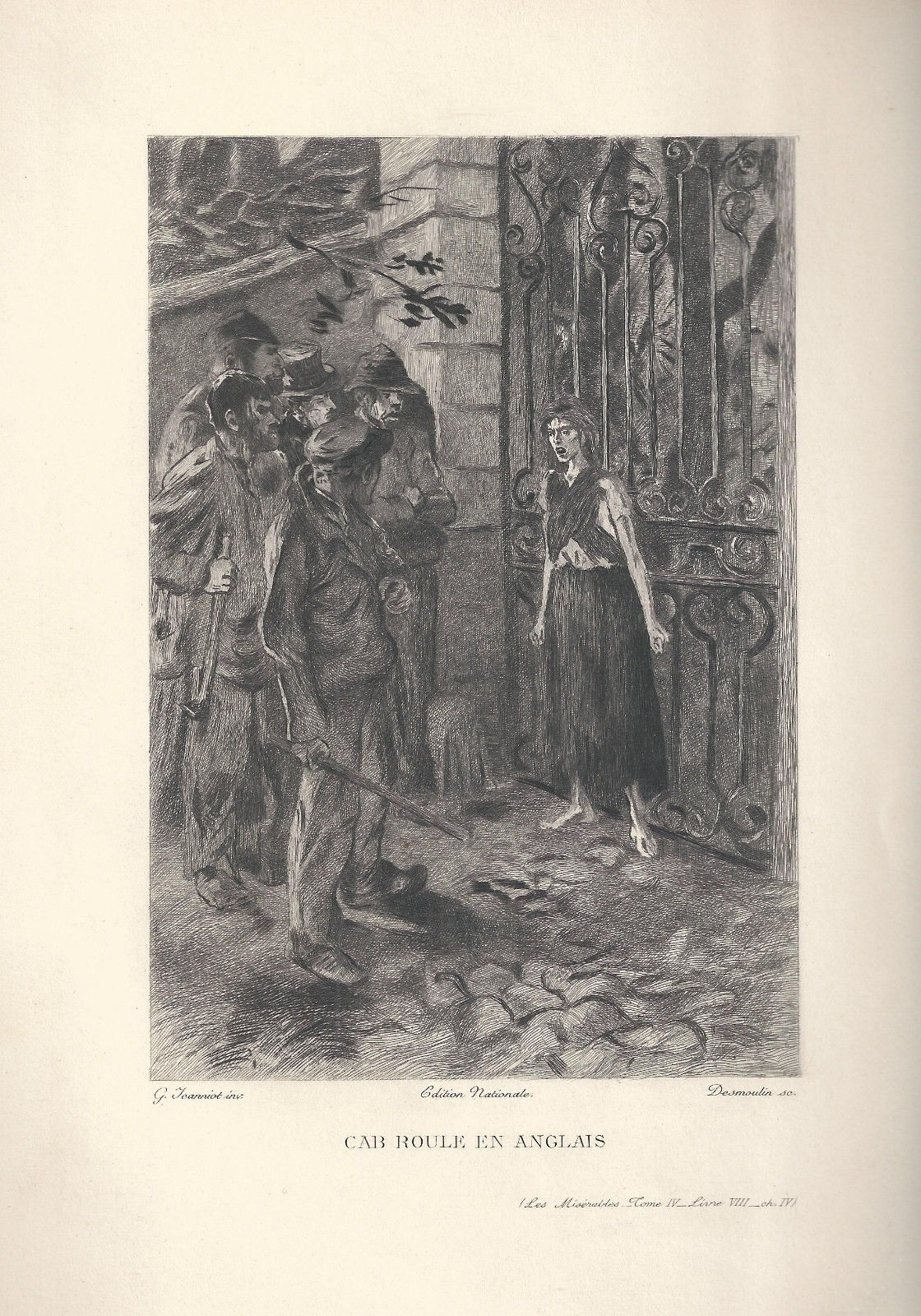
اپونین در حالی‌که از خانهٔ والژان در برابر دزدی محافظت می‌کند.

### بخش پنجم: ژان والژان

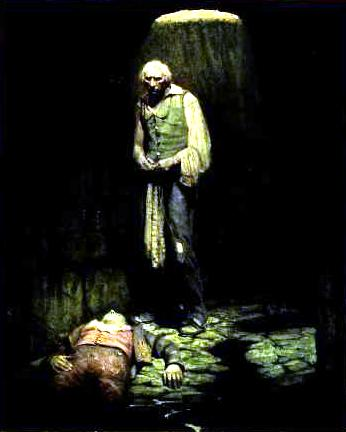
والژان به همراه ماریوس مجروح در فاضلاب (ویرایش ۱۹۰۰ آمریکا)